# La Vierge à l'Enfant avec sainte Anne et quatre saints
La Vierge à l'Enfant avec sainte Anne et quatre saints est une peinture à l'huile sur bois (228 × 176 cm) de Pontormo, datant de 1528-1529 environ et conservée au musée du Louvre de Paris.

## Histoire
D'après les indications de Vasari, il décrit ce tableau :

« qu’il peignit pour les religieuses du couvent Sant'Anna in Verzaia, près de la porte San Frediano, qui représente la Vierge à l’Enfant, sainte Anne derrière, saint Pierre, saint Benoît et d’autres saints ; dans la prédelle, une scène composée de petits personnages montre la Seigneurie de Florence allant en procession, avec les trompettes, fifres, massiers, huissiers, greffiers et toute la suite, sujet choisi car le tableau lui avait été commandé par le capitaine du Palais et son entourage. »

Cette œuvre aurait été composée dans les années suivant son travail à la chapelle Capponi de l'église Santa Felicita de Florence, en 1528-1529. D'autres hypothèses critiques plus récentes qui se réfèrent au style du tableau mettent en avant les années 1524-1526.
Ce retable est commandé par les religieuses bénédictines du couvent Sant'Anna in Verzaia, situé à l'extérieur de la Porte San Frediano et détruit comme tous les faubourgs pendant le siège de Florence de 1529, sur ordre de la Seigneurie, afin de mieux défendre la ville des assauts des troupes impériales. Il n'a donc jamais pris place au-dessus du maître-autel car le couvent fut détruit avant son achèvement. L'église conventuelle était le lieu de destination d'une procession qui se tenait depuis 1370 à la Sainte-Anne, chaque 26 juillet, afin de commémorer l'expulsion de la ville de  Florence, le 26 juillet 1343, du tyrannique duc d'Athènes. En 1535, les religieuses installent le tableau dans l'église Sant'Anna al Prato dont le couvent devient plus tard l'hôpital Sant'Eusebio al Prato. Il est confisqué en 1811 par les troupes napoléoniennes et envoyé à Paris sur ordre de Napoléon Ier.

## Description et style
Sur un fond obscur se détache une conversation sacrée avec au centre la Vierge à l'Enfant trônant avec derrière elle sainte Anne, vêtue de noir, fixant le spectateur d'un regard intense. Les tuniques du groupe de personnages sont peintes avec de brillants contrastes de couleurs rappelant une autre œuvre de Pontormo, La Visitation de Carmignano. Quatre saints entourent la scène de manière symétrique et en opposé : à gauche saint Pierre et saint Sébastien ; à droite saint Benoît (invoqué pour la bonne mort) et saint André (ou le bon larron d'après le Louvre). La composition est décalée en deux plans sensiblement identiques. Les deux saints du second plan sont peints dans des tons clairs pour évoquer une carnation à la texture légère, et ceux du premier plan sont peints avec un soin particulier : la toge de saint Pierre est lumineuse dans des tons orangés et jaunes et contraste avec les tons sombres de l'habit de saint Benoît, du bas de la robe de la Vierge, de la tenue de sainte Anne et du fond du tableau.
En bas, on remarque au pied de la Vierge un médaillon représentant la procession de la fête de Sainte-Anne : les responsables de la compagnie (commanditaires), deux sonneurs de trompettes, etc.